# Twierdzenie Gaussa (algebra)
Twierdzenie Gaussa (również lemat Gaussa) – twierdzenie algebry udowodnione przez Carla Friedricha Gaussa.

## Wielomian pierwotny
Zasugerowano, aby ta sekcja została przeniesiona do artykułu.
Wielomian pierwotny to wielomian o współczynnikach z ciała {\displaystyle F,} będącego ciałem ułamków pewnego pierścienia {\displaystyle R,} którego współczynniki są całkowite nad {\displaystyle R} oraz nie mają, poza jednościami, wspólnych czynników w {\displaystyle R.}
Przykładowo wielomian {\displaystyle 3-5x^{3}} jest pierwotny, ale {\displaystyle 3-9x^{2}} nie jest (gdy {\displaystyle R} jest, na przykład, pierścieniem liczb całkowitych).

## Twierdzenia
Twierdzenie Gaussa mówi, że
Iloczyn dwóch wielomianów pierwotnych jest wielomianem pierwotnym.
Korzystając z tego twierdzenia można dowieść poniższego, często nazywane także lematem Gaussa:
Jeżeli {\displaystyle R} jest pierścieniem z jednoznacznością rozkładu, to {\displaystyle R[x]} (pierścień wielomianów nad {\displaystyle R}) także jest pierścieniem z jednoznacznością rozkładu.